# Joseph Dornes

Joseph Philippe Marie Dornes est un général de brigade français né le 28 janvier 1760 et mort le 29 décembre 1812.

## Biographie
Joseph Philippe Marie Dornes naquit à Camboulas, hameau de la commune de Pont-de-Salars (Aveyron) le 28 janvier 1760, fils de Joseph Dornes, marchand, et de Thérèse Ferrieu,. Il entra au service, en août 1778, dans le 21e régiment de cavalerie et devint brigadier, puis adjudant sous-officier, les 15 septembre et 10 octobre 1784.
Il embrassa les principes de la Révolution française de 1789, et fut nommé sous-lieutenant et lieutenant les 25 janvier et 17 juin 1792. Sa conduite distinguée au début de la campagne du Nord lui mérita, le 26 janvier 1793, le grade de capitaine et celui de chef d'escadron le 1er juillet de la même année.
Il se fit remarquer aux différentes armées de la Première République française, de 1793 à l'an VI, et particulièrement à l'armée du Rhin en l'an IV, lors de la retraite de Moreau, durant laquelle il fut signalé par son courage, son activité et sa vigilance. Il se rendit en Italie avec son régiment, lorsque Moreau vint s'opposer aux progrès de Souvarow, et assista aux combats les plus importants de celle époque.
Le 4 thermidor an IX, il passa dans le 23e de cavalerie, incorporé, le 16 pluviôse an XI, dans le 1er régiment de cuirassiers. Le premier Consul le nomma, le 6 brumaire an XII, major de ce régiment, et membre de la Légion d'honneur le 4 germinal suivant. Il fit la brillante campagne de Vendémiaire an XIV, et reçut, le 6 nivôse, le grade de colonel du 12e régiment de cuirassiers, à la tête duquel il prit part, durant les guerres de 1806 et 1807 en Prusse et en Pologne, à toutes les affaires les plus importantes, et surtout à la bataille de Friedland, où son régiment, chargé de la défense de l'un des postes les plus périlleux, éprouva des pertes considérables, mais se couvrit de gloire. 
Le 12e de cuirassiers reçut des récompenses nombreuses, et le colonel Dornès, nommé officier de la Légion d'honneur le 14 mai 1807, reçut, le 19 mars 1808, le titre de baron de l'Empire avec une dotation en Westphalie. Cette dernière distinction était d'autant plus flatteuse que peu de colonels l'avaient obtenue à cette époque.
Il servit en Autriche en 1809, toujours à la tête du 12e de cuirassiers, qui soutint sa réputation aux batailles d'Essling et de Wagram. Le colonel Dornès eut un cheval tué sous lui à cette dernière bataille, à la suite de laquelle il fut promu (3 août) général de brigade, et envoyé (26 septembre) à Luxembourg en qualité de commandant du département des forêts. Au moment de l'expédition de Russie, l'Empereur l'appela à la Grande Armée pour y prendre le commandement d'une brigade de cuirassiers.
A la Moskowa, il faisait partie de la division successivement commandée par les généraux Caulaincourt et Montbrun, tous deux morts sur le champ d'honneur pendant l'action. Son cheval reçut trois balles dans le corps au moment où sa brigade s'élançait sur les retranchements russes et contribuait à emporter d'assaut 14 pièces de canon qui défendaient la redoute.
Le général Dornès devait obtenir un nouvel avancement à raison de sa conduite, lorsqu'il mourut à Vilnius, treize jours avant l'entrée des Russes dans cette ville.

## États de service
- 15 septembre 1784 : Brigadier au 21e régiment de cavalerie
- 10 octobre 1784 : Adjudant sous-officier au 21e régiment de cavalerie
- 25 janvier 1792 : Sous-lieutenant au 21e régiment de cavalerie
- 17 juin 1792 : Lieutenant au 21e régiment de cavalerie
- 26 janvier 1793 : Capitaine au 21e régiment de cavalerie
- 1er juillet 1793 : Chef d'escadron au 21e régiment de cavalerie
- 6 brumaire an XII : Major au 12e régiment de cuirassiers
- 27 décembre 1805 : Colonel au 12e régiment de cuirassiers
- 3 août 1809 : Général de brigade

## Décorations
- 14 mai 1807 : Officier de la Légion d'honneur
- 19 mars 1808 : Baron d'Empire

## Source
« Joseph Dornes », dans Charles Mullié, Biographie des célébrités militaires des armées de terre et de mer de 1789 à 1850, 1852 [détail de l’édition]